# Enzo Paleni
Enzo Paleni (né le 30 mai 2002 à Aix-en-Provence) est un coureur cycliste professionnel français membre de la Groupama-FDJ.

## Biographie

### Jeunesse et formation
Enzo Paleni est né le 30 mai 2002 à Aix-en-Provence, d'un père moniteur de ski et accompagnateur en montagne et d'une mère hôtesse de l'air. Il commence le sport par le snowboard, où il participe aux championnats de France à 10 et 11 ans. Il se lance ensuite dans le hockey sur glace, et intègre une section sport-études à Villard-de-Lans. Des problèmes au genou l'amènent cependant à délaisser la discipline,,. 
Il passe finalement au cyclisme en 2017, en première année cadets (moins de 17 ans), pendant une rééducation. Licencié au Beauvais Team Cycliste, il intègre également la structure Van Rysel-AG2R La Mondiale, liée à l'équipe World Tour AG2R La Mondiale, lors de sa première saison juniors (moins de 19 ans). 
En 2020, dans une saison perturbée par la pandémie de Covid-19, il se distingue en terminant deuxième du Grand Prix Rüebliland et du championnat de France du contre-la-montre juniors. 

### Carrière professionnelle

#### 2021-2022: les débuts avec l'équipe continentale Groupama-FDJ
Il décide de quitter le giron d'AG2R pour rejoindre l'équipe continentale Groupama-FDJ en 2021. Cela lui permet de rouler avec Arnaud Démare, le sprinteur de l'équipe World Tour Groupama-FDJ, qui habite à proximité de chez lui et avec qui il s'est déjà entraîné. Lors de la saison 2022, il s’adjuge son premier succès international en remportant le classement général du Triptyque des Monts et Châteaux.

#### 2023: signature en World Tour
Enzo Paleni rejoint en 2023 l'équipe première Groupama-FDJ, membre du World Tour. Il reprend la compétition au Grand Prix La Marseillaise, où il est le meilleur membre de l'échappée matinale avec Maël Guégan, en finissant 9e de la course. Paleni déclare à ce propos qu'un top 10 est "vraiment pas mal" et que ce résultat donne "confiance pour la suite". Il participe ensuite à l'Étoile de Bessèges en tant qu'équipier et baroudeur : il prend notamment part à l'échappée de la 3e étape, sans parvenir pour autant à chasser la victoire. 
Ses mois de février, mars et avril sont majoritairement composés de courses comptant pour la Coupe de France de cyclisme, sans obtenir de résultats importants, son meilleur étant une 28e place sur la Classic Grand Besançon Doubs. Fin avril, il participe à sa première course par étapes World Tour, le Tour de Romandie, en tant qu'équipier de Thibaut Pinot, même si le natif d'Aix-en-Provence parvient à accrocher un top 20 sur la première étape. 
Après diverses courses où Paleni se contente d'un rôle d'équipier, il se fait remarquer lors des Championnats de France, achevant le contre-la-montre à la 8e position et la course en ligne à la 18e position, avec un travail d'équipier récompensé par le sacre de Valentin Madouas et la domination de la Groupama-FDJ. 
Sélectionné pour les championnats du monde espoirs à Glasgow (autant la course en ligne que le contre-la-montre), Paleni, souhaitant jouer le podium, se prépare minutieusement en participant au Tour de Wallonie et au Tour de l'Ain. Ses résultats sont cependant décevants, ayant achevé la course en ligne hors du top 50, et le contre-la-montre à la 22e place. 
Après la déception aux championnats du monde, Enzo Paleni reprend la compétition avec le Tour du Poitou-Charentes, en point d'appui pour le sprinteur de la Groupama, Paul Penhoët.

## Caractéristiques
Selon Nicolas Boisson, son entraîneur à la Continentale Groupama-FDJ, Paleni a des aptitudes en contre-la-montre. Rouleur et endurant, il est vu comme un équipier à l'aise sur le plat et les terrains vallonnés.

## Palmarès

### Par années
- 2018
  - Trophée Madiot
- 2019
  - 2ea étape d'Aubel-Thimister-Stavelot (contre-la-montre par équipes)
- 2020
  - 2e des Boucles de l'Oise Juniors
  - 2e du Grand Prix Rüebliland
  - 2e du championnat de France du contre-la-montre juniors
  - 3e du championnat des Hauts-de-France sur route
- 2021
  - 2e du championnat de France du contre-la-montre espoirs
- 2022
  - Classement général du Triptyque des Monts et Châteaux
  -  Médaillé d'argent du contre-la-montre des Jeux méditerranéens
  - 3e de la Ronde de l'Isard d'Ariège

### Résultats sur les grands tours

#### Tour d'Italie
2 participations
- 2024 : 56e
- 2025 : 112e

### Classements mondiaux
| Année                                 | 2021  | 2022 | 2023 | 2024 |
| ------------------------------------- | ----- | ---- | ---- | ---- |
| Classement mondial                    | 1190e | 794e | 968e | 534e |
| UCI Europe Tour                       | 878e  | 597e | nc   | nc   |
|                                       |       |      |      |      |
| Légende : nc = non classéSource : UCI |       |      |      |      |